# Église Saint-Paul de Peltuinum
Cette église Saint-Paul (en italien : chiesa di San Paolo) est une église rurale située à Peltuinum, près de Prata d'Ansidonia, dans la province de L'Aquila, en Italie.

## Historique
Le noyau originel de l'église s'élève à l'extérieur du périmètre urbain de l'ancienne cité romaine de Peltuinum, probablement sur un site païen préexistant.
L'église se trouve placée sur l'important tratturo L'Aquila-Foggia (it), une des voies tracées, au fil du temps, par le passage continu des troupeaux de bétail durant les périodes de transhumance, principalement du XVe au début du XIXe siècle.
Érigée probablement entre le VIIe et le VIIIe siècle en style roman, la maçonnerie originale englobe des éléments d'époque romaine, ce qui suggère, comme évoqué précédemment, que l'église est construite sur les vestiges d'un édifice païen. Au XIIe siècle, à la suite d'un affaissement, elle est reconstruite avec les mêmes matériaux et surélevée, peut-être à l'occasion de ces mêmes travaux de reconstruction. D'autres interventions sont effectuées, sans doute, au Cinquecento. Le bâtiment est également mentionné par le pape Innocent III dans une bulle du 23 mars 1118.

## Sources
- (it) Cet article est partiellement ou en totalité issu de l’article de Wikipédia en italien intitulé « Chiesa di San Paolo di Peltuinum » (voir la liste des auteurs).